# Eerste Kamerverkiezingen 2023/Kandidatenlijst/JA21
De kandidatenlijst voor de Eerste Kamerverkiezingen van 2023 van de lijst JA21 (lijstnummer 14) is na controle door de Kiesraad als volgt vastgesteld:
1. A. (Annabel) Nanninga
2. K. (Karin) van Bijsterveld
3. R. (Ruben) Baumgarten
4. A.J.A. (Toine) Beukering
5. J.J. (Jos) van de Vijver
6. P.A. (Petra) den Hollander
7. R.J.H. (Ruud) Burlet
8. G.C. (Gerben) Hillebrand de Vries
9. H. (Hein) Leversteijn
10. R.A. (Ronald) Zoutendijk
11. P. (Pauline) de Bes
12. S. (Sytse) de Jong
13. R.G. (Ronald) Dijksterhuis
14. F.R. (Frank) Herreveld
15. R.A.J. (René) Nieuwmans
16. W.H. (Walter) Visser
17. J.C.P. (Jan Cees) Vogelaar
18. H.A. (Hugo) Berkhout
19. J. (Bob) van Pareren
20. M.G.T. (Marco) Pastors

FVD · VVD · CDA · GroenLinks · D66 · PvdA · PVV · SP · ChristenUnie · Partij voor de Dieren · 50PLUS · SGP · OPNL · JA21 · BBB · Volt